# 波拉马尔
波拉马尔（西班牙語：Porlamar）是委内瑞拉新埃斯帕塔州玛格丽塔岛上最大的城市，也是島上的商業中心。人口87,120（2005年）。成立於1536年。

## 交通
在波拉馬爾有直達航班至歐洲、加拿大和美國。

波拉馬爾市中心
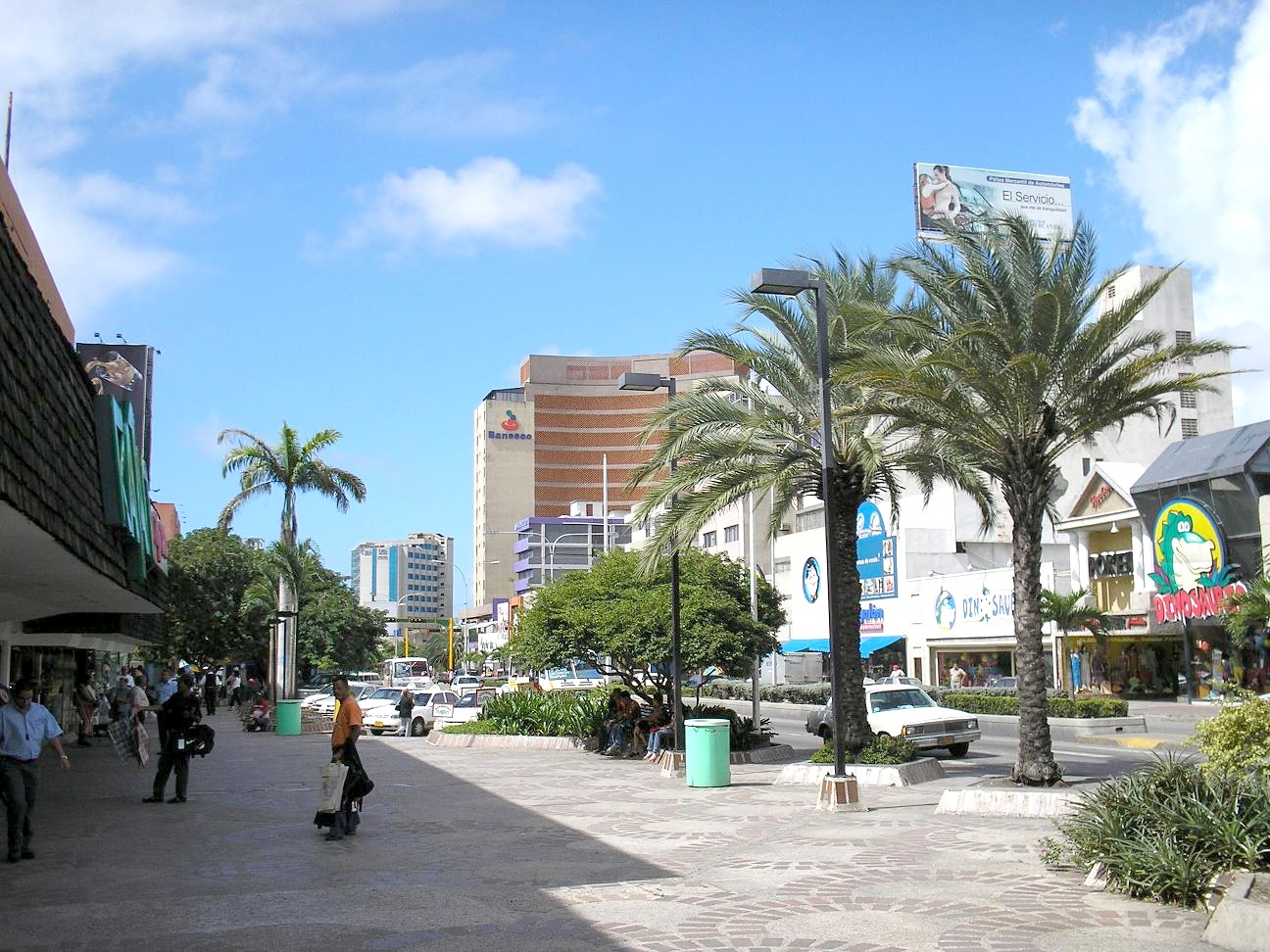
五四大街
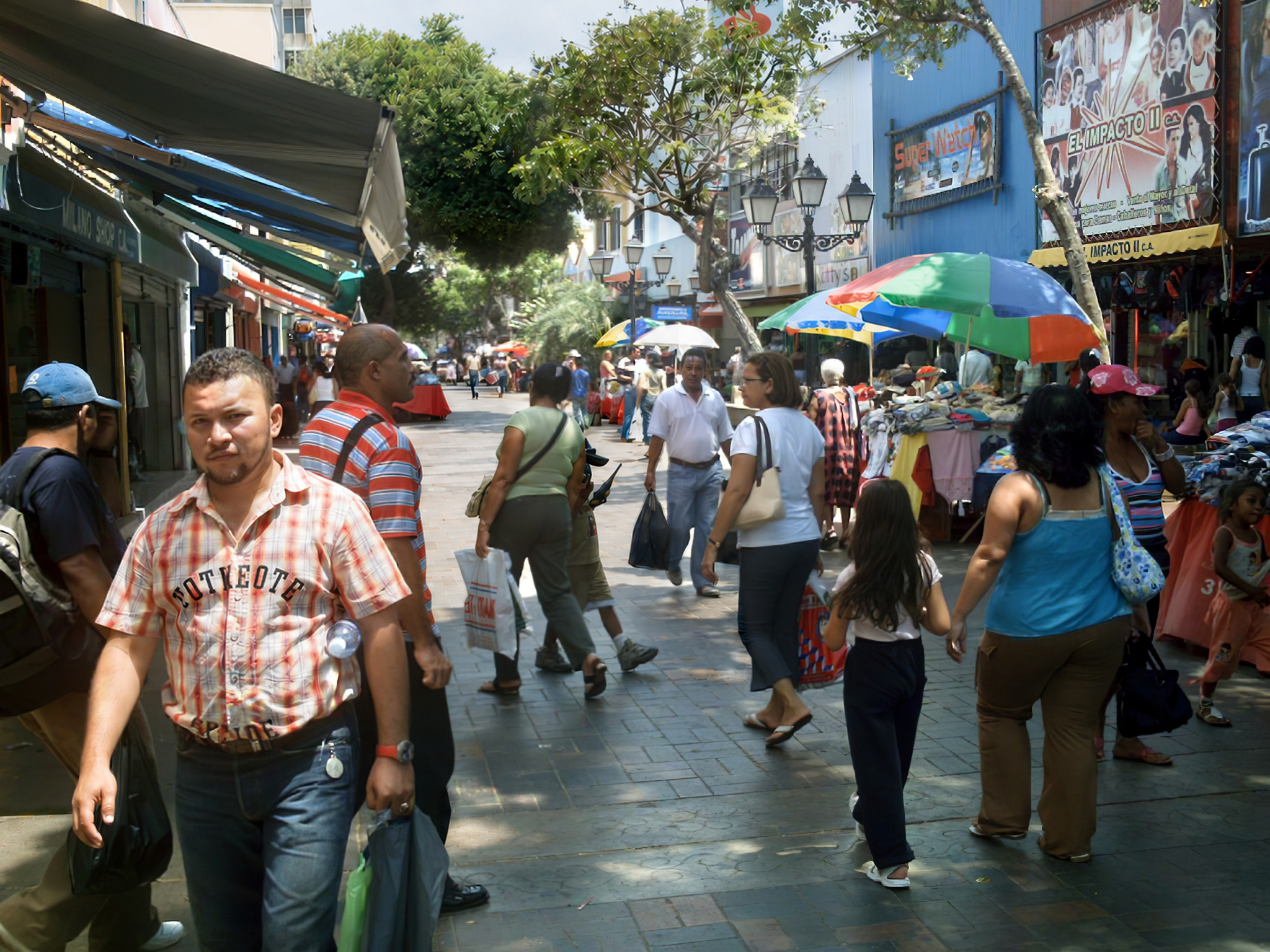
格瓦拉街

10°57′N 63°51′W / 10.950°N 63.850°W